# Izba Gospodarki Elektronicznej
Izba Gospodarki Elektronicznej (e-Izba) – organizacja samorządu gospodarczego działająca na podstawie ustawy z dnia 30 maja 1989 r. o izbach gospodarczych (Dz. U. Nr 35, poz.195).
Organizacja założona w 2013 roku, działająca na rzecz rozwoju polskiej branży e-commerce w oparciu o współpracę, wymianę know-how oraz działania legislacyjne. Izba tworzy efektywną reprezentację wspólnych interesów w dialogu z instytucjami polskiej administracji rządowej, Unii Europejskiej oraz organizacjami pozarządowymi w kraju i na świecie. O powołaniu Izby Gospodarki Elektronicznej zdecydowały największe firmy polskiego sektora e-commerce, w tym właściciele Empik Merlin.pl, Fly.pl, Skąpiec.pl, Nokaut.pl, Euro RTV AGD, Neo24, Komputronik, J.S. Consulting Justyna Skorupska, serwisy płatności online PayU, Dotpay, Przelewy24 oraz Grupa Allegro.

## Działalność Izby Gospodarki Elektronicznej
Działalność Izby współtworzy blisko 200 polskich oraz zagranicznych podmiotów. Izba działa intensywnie na polu legislacyjnym. Aktywnie uczestniczyła w procesie tworzenia prawa dotyczącego branży e-commerce w Polsce. Na bieżąco prowadzi również działania edukacyjne. Od początku działalności e-Izba rozpoczęła współpracę z uczelniami wyższymi, na których wprowadzony został kierunek studiów z zakresu handlu elektronicznego. Przeprowadzonych zostało również kilkadziesiąt warsztatów i szkoleń w ramach Szkoły Gospodarki Cyfrowej. Od 2017 roku odkąd prezesem zarządu została Patrycja Sass-Staniszewska e-Izba rozwinęła również działalność na całą gospodarkę cyfrową obejmując swoimi aktywnościami również e-medycynę oraz e-finanse. Nowa prezes rozpoczęła również ekspansję e-Izby w regionach. Od 2017 roku e-Izba otwiera oddziały lokalne. Pierwszy na Śląsku kolejne w Małopolsce, Wielkopolsce i na Pomorzu.
Kluczowym zadaniem e-Izby jest szeroko pojęta identyfikacja potrzeb szybko rozwijającego się rynku internetowego, jego porządkowanie, dostosowanie do norm prawnych Unii Europejskiej oraz wsparcie działań legislacyjnych na poziome UE i Polski.
Cele Izby Gospodarki Elektronicznej:
- reprezentowanie i wspieranie interesów gospodarczych firm związanych z rynkiem gospodarki elektronicznej w Polsce, ze szczególnym uwzględnieniem firm zrzeszonych w Izbie,
- rozwój gospodarki w różnych jej branżach w kraju i Europie dzięki wykorzystaniu innowacji technologicznych, informacyjnych i komunikacyjnych (ICT), w tym sieci Internet oraz sprzętu i oprogramowania oraz ich praktycznych zastosowań w prowadzeniu działalności gospodarczej,
- wspieranie przedsiębiorców (zwłaszcza małych i średnich) poprzez dostarczanie wiedzy (know-how) oraz rozwiązań technologicznych,
- wspieranie społeczeństwa w korzystaniu z rozwiązań cyfrowych.

## Władze
- Rada Izby Gospodarki Elektronicznej: Justyna Skorupska, Łukasz Szymula, Magdalena Piech, Roman Baluta, Anna Bogdańska, Katarzyna Czuchaj-Łagód, Zbigniew Nowicki, Andrzej Poniński, Cezary Zbierzchowski, Jakub Gierszyński, Dorota Bachman, Grzegorz Wójcik[5]
- Prezes Zarządu: Patrycja Sass-Staniszewska

## e-Commerce Polska Awards
Izba wyróżnia najlepszych przedsiębiorców z branży e-commerce w Polsce w konkursie e-Commerce Polska Awards. Jest o najważniejszy konkurs dla branży e-commerce.  